# Pueblo pápago
Los pápagos o tohono o'odham son los miembros de un pueblo indígena cuyo territorio étnico se encuentra en el suroeste de América del Norte, en las comunidades rurales próximas a la línea fronteriza México Estados Unidos entre en la parte oeste de los estados de Sonora y Arizona.
Hoy día la mayoría de los Tohono O'odham habitan al noroeste del estado de Sonora como: Quitovac, San Francisquito, El Cubabi, Ejido El Bajío y Pozo Verde. Siendo el ejido El Bajío el lugar donde se sitúa la mayor concentración de esta comunidad. En Arizona viven en la zona de Ajo, Gila Bend y la zona del cerro  Bavoquívari, al este de Tucson.
Otra tribu relacionada, incluída o vecina son los pápagos de la arena, areneños o pinacateños, (Hia c-eḍ o'odham  en el idioma pápago: gente de las dunas de arena ) son un pueblo indígena cuyo territorio corresponde a las zonas áridas en la costa noroeste del golfo de California, sur y este del municipio de San Luis y al oeste del municipio de Sonoyta. 

## Nombre
Se denominan a sí mismos tohono o'odham (‘gente del desierto’) y rechazan el nombre «pápago», con que usualmente son conocidos en español, pues proviene de «papabiotam», que en su idioma significa ‘comedor de frijoles’ (papahvi-o-otam).
Otras denominaciones históricas incluyen «papabicotam», «papahota», «papalotes». En Estados Unidos, el Gobierno de esta tribu se llama Tohono O'odham Nation (la nación tohono o'odham). 

## Población
Su número asciende a unos 500 en territorio mexicano y casi 30 000 en territorio estadounidense. Están estrechamente relacionados con los pimas y probablemente son descendientes de la antigua cultura hohokam. La diferencia entre los pápagos y los pimas es fundamentalmente histórica y se originó en el momento de la Conquista de México, cuando los pimas permanecieron en sus territorios mientras los pápagos emigraron hacia el desierto de donde proviene su nombre.
En su territorio se extienden vastas zonas desérticas de Arizona y del norte de Sonora, donde los tohono o'odham recolectan comida y practican la agricultura. Gracias a la amplia dispersión de sus dominios, su enorme aparato político fue un grupo de poblados interdependientes. Mantienen menor contacto con los blancos que ningún otro grupo indígena y han retenido elementos de su tradicional cultura. Suman unos 15 000 miembros.

## Historia
Pertenecientes a la familia uto-azteca de pueblos, los tohono o'odham viven en la región desértica del noroeste de Sonora y suroeste de Arizona. Parecen pertenecer a la cultura hohokam, desarrollada hasta el siglo XIV, en que muchas localidades fueron abandonadas. Constituyeron un mismo pueblo junto con los pimas hasta el período virreinal, en que la colonización y conversión los dividió. En el caso de los tohono o'odham la aculturación fue mucho más lenta, esporádica y tardía, no comenzando hasta el siglo XVIII de la mano de misioneros como el padre Kino y Salmair.
La Independencia de México no trajo grandes cambios, y los sucesivos intentos de integración provocaron la Guerra de los Pápagos en 1840. Una vez terminada, los tohono o'odham fueron frecuentemente reclutados para someter a los apaches en las sucesivas guerras de «pacificación» contra estos. Tras la cesión a raíz del Tratado de Guadalupe-Hidalgo, se dividió a los tohono o'odham, ya que la mayoría permaneció del lado estadounidense, aunque los lazos entre ambas comunidades han permanecido hasta hoy. México continuó con las expropiaciones de tierras contra los pápagos hasta el siglo XX, un proceso que también sufrieron en Estados Unidos hasta 1874, con la creación de las reservas Papago Indian San Xavier Reservation (de 309 km²), y Gila Bend ―oficialmente, Papago Indian Gila Bend Reservation― en 1882 (con 42 km²). En Estados Unidos, el total de tierras de propiedad tohono o'odham asciende a los 12 500 km², dentro y fuera de las reservas, mientras que en México poseen 462 km², divididos entre seis comunidades principales.
La división dio lugar a una diferencia de nivel de vida entre las comunidades mexicana y estadounidense, aunque se mantiene el sentimiento de pertenencia al mismo pueblo, inexistente con los pimas. Los tohono o'odham estadounidenses han obtenido un gran auge económico con la introducción del juego legal y el turismo como principales actividades económicas, mientras los tohono o'odham mexicanos siguen fundamentalmente dedicados a la agricultura y ganadería. La frontera dividió asimismo los lugares de celebración, culto, santuarios, con las consiguientes molestias para los miembros de la etnia.

## Idioma
El idioma o'odham pertenece a la «subdivisión pima-tepehuana» de la familia uto-azteca o yuto-nahua, al igual que el [[idioma náhuatl|náhuatl]], el yaqui-mayo, el hopi, el tarahumara y el guarijío. Los hablantes en México son escasos, no sobrepasando el medio millar de hablantes, en su mayoría de edad avanzada, mientras que en Estados Unidos la lengua resiste mejor. El pápago se puede considerar un dialecto poco diferenciado del idioma pima.

## Geografía
Los tohono o'odham (pápagos) han vivido tradicionalmente en la Pimería Alta, entre los desiertos de Sonora y Arizona. Su medio ambiente es bastante hostil: un desierto casi llano con temperaturas muy altas y escasas precipitaciones donde solo es posible la agricultura de regadío y la ganadería extensiva.
Los tohono o'odham (pápagos) de México habitan en el estado de Sonora en los municipios de Altar, Caborca, Pitiquito, Sáric, Puerto Peñasco, Magdalena y General Plutarco Elías Calles. Las localidades pertenecientes a estos municipios donde existe población tohono o'odham son: 
- Altar, Altar
- Carricito
- Chijúbabi
- Ejido Luis Echeverría Álvarez, General Plutarco Elías Calles
- El Bísani
- El Carricito
- El Chamizal, General Plutarco Elías Calles
- El Cubabi, Altar
- El Cumarito, Altar
- El Desierto de Sonora, General Plutarco Elías Calles
- El Quelele
- El Soñic, Caborca
- Heroica Caborca, Caborca
- Irabibaipa
- Juárez, Caborca
- La Escondida, Caborca
- La Espuma
- La Lezna
- Las Calenturas
- Las Maravillas
- Las Mochoneras
- Las Norias (De Romero), Caborca
- Pozo Grande
- Pozo Prieto
- Pitiquito
- Puerto Lobos, Caborca
- Quitovac, General Plutarco Elías Calles
- Represo de Enrique
- San Antonio, General Plutarco Elías Calles
- San Francisco Pápagos (San Francisquito), Caborca (sede del gobernador tohono o'odham)
- San Pedro, Caborca
- Santa Eduwiges (La Cachora), Caborca
- Santa Elena
- Santa Rosa (La Angostura), General Plutarco Elías Calles
- Sobaco
- SPR Mayobampo (Rancho Corralero), Caborca
- Sonoyta, General Plutarco Elías Calles

Las principales localidades tohono o'odham (pápagos) en Estados Unidos son:
- Baboquivari
- Chukut Kuk
- Gu Achi
- Gu Vo
- Hickiwan
- Pisinemo
- San Lucy
- San Xavier
- Schuk Toak
- Sells
- Sif Oidak

## Festividades
Las celebraciones más importantes son la Vikita, la cual consiste en rituales en el plenilunio de junio para pedir lluvias, se realiza una procesión por el pueblo de Quitovac, para que los personajes ritualistas reciban ofrendas de las familias, y en el terreno ceremonial, una danza que se desarrolla durante toda la noche; finalmente una especie de representación mítico-teatral.
La fiesta de San Francisco, que tiene lugar en San Francisquito, Sonoyta, Quitovac y Magdalena. El personaje festejado por la etnia es en realidad San Francisco Javier, devoción promovida por los jesuitas, sólo que se le conmemora en la fecha impuesta por la orden franciscana...

## Galería

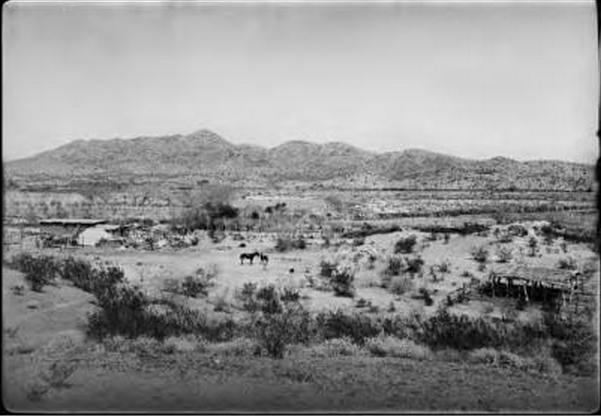
Rancheria Tohono o'odham
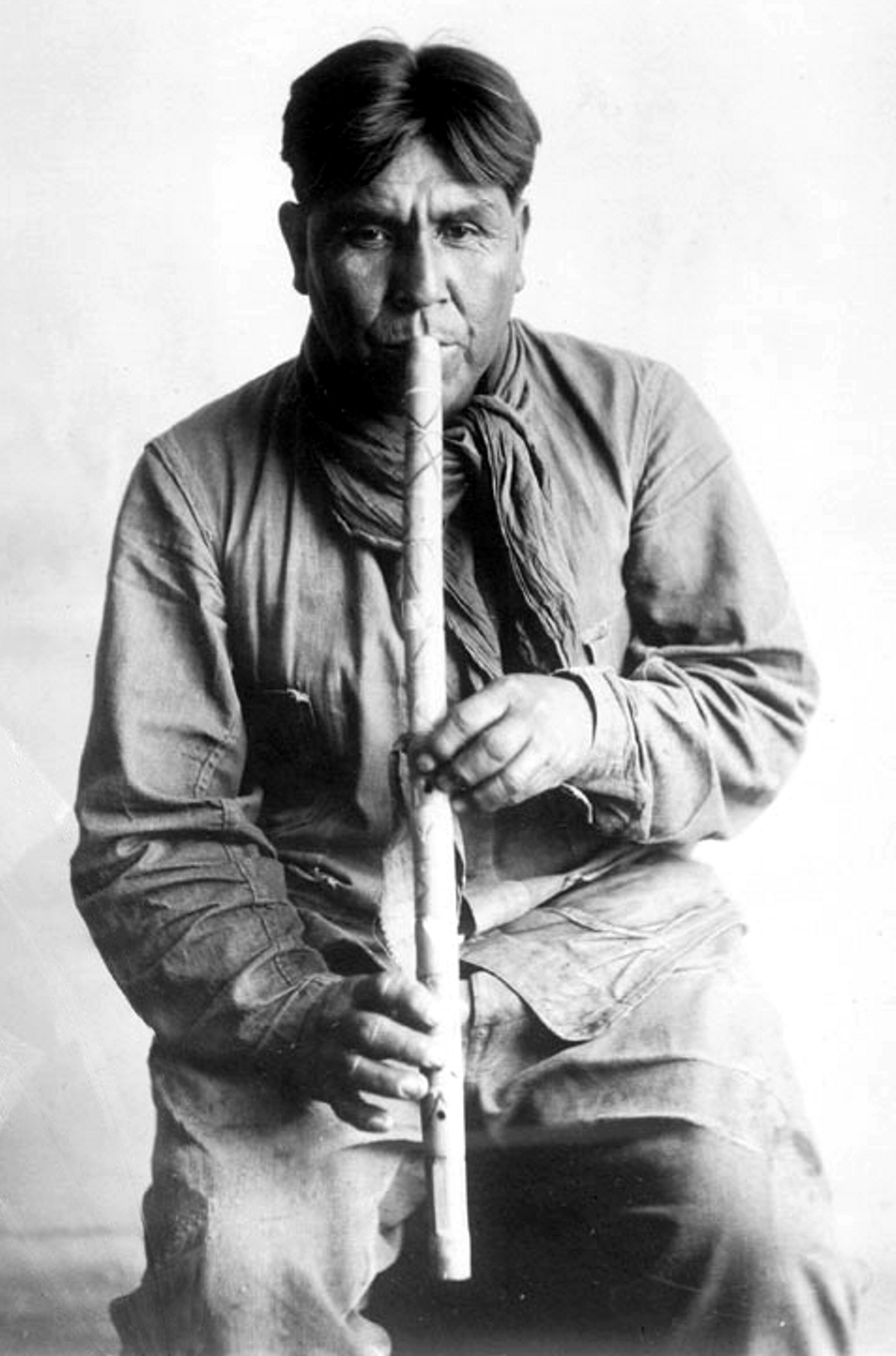
Cipriano García con su flauta en 1909
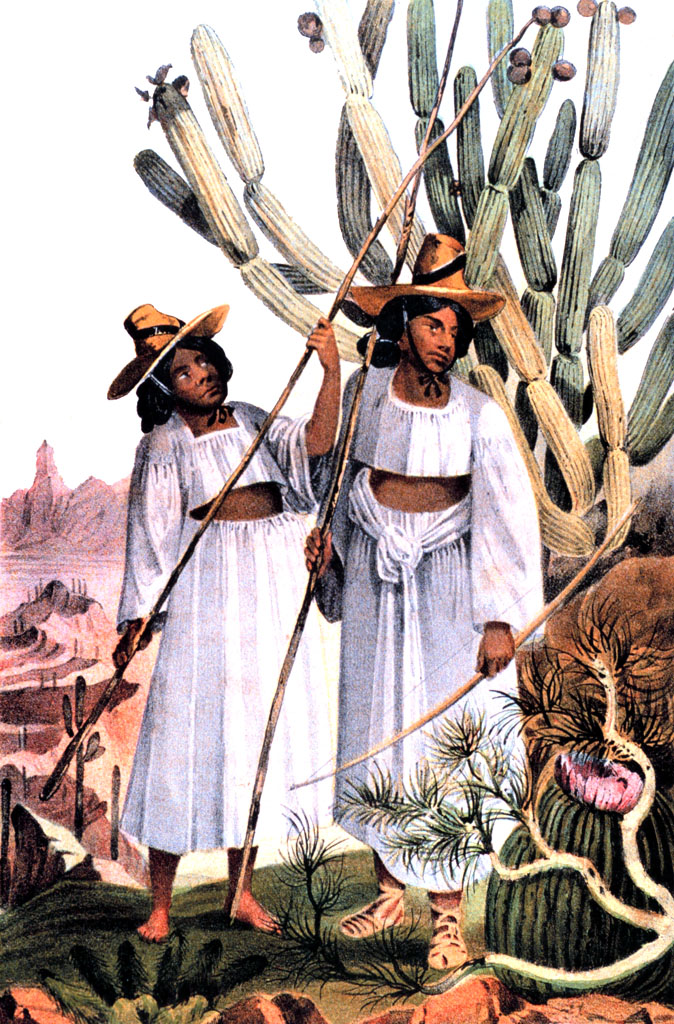
Litografía de William H. Emory coloreada a mano
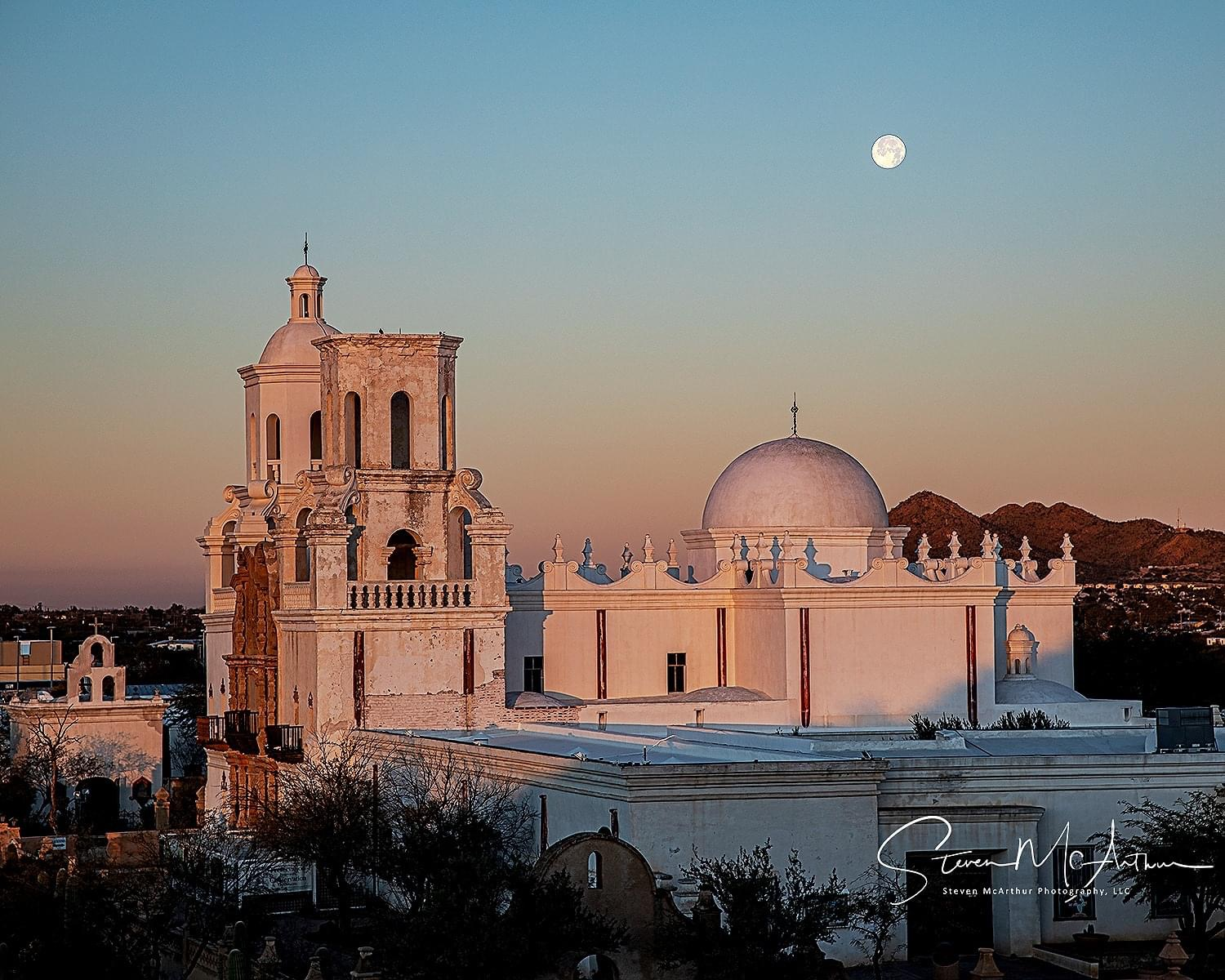
Misión de San Xavier en la reservación cercana a Tucson
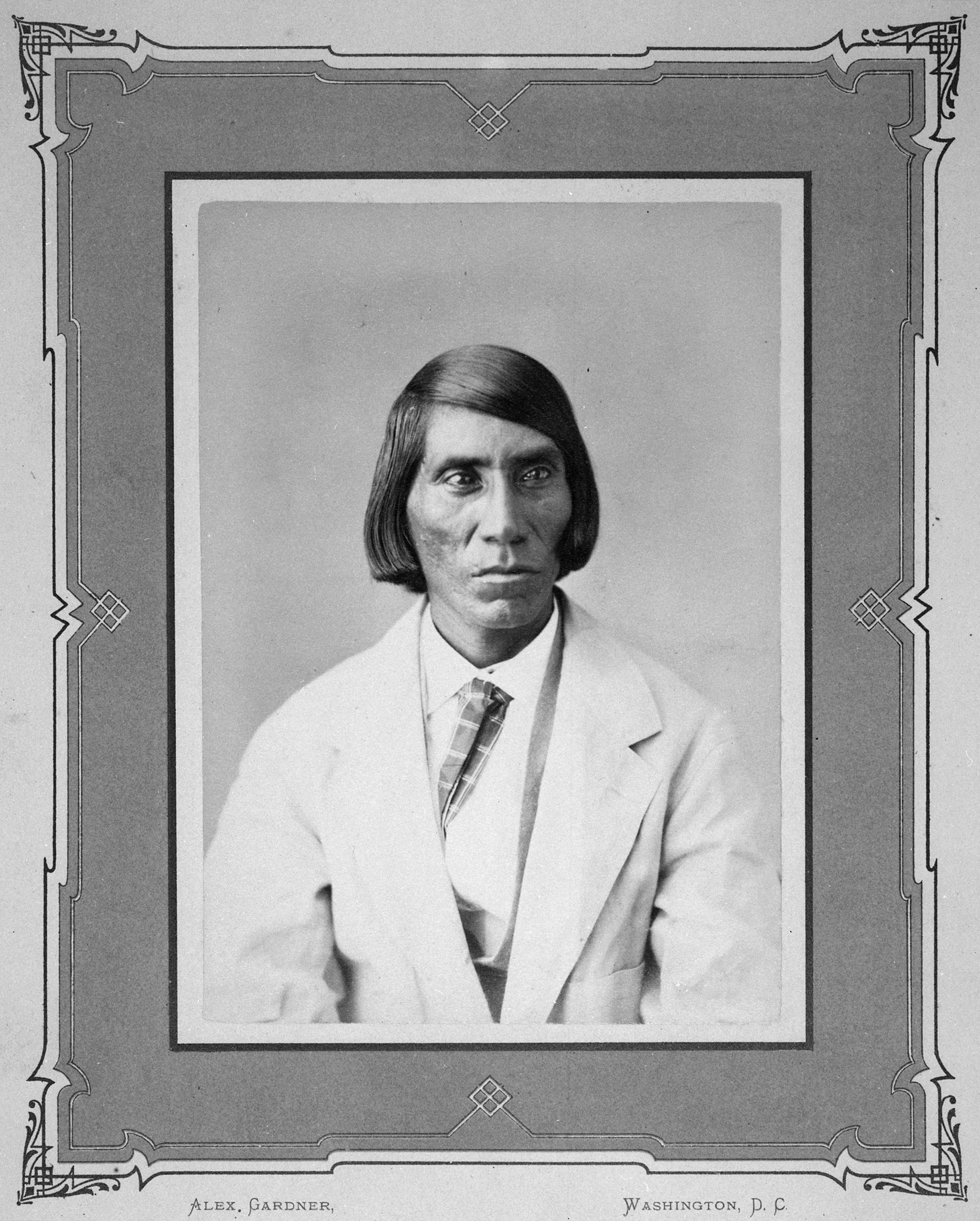
Tohono o'odham Asensión Ríos